# Tibur Chasmata
I Tibur Chasmata sono una struttura geologica della superficie di Dione.